# Linha d'Òrb
Linha d'Òrb (en francès Lignan-sur-Orb) és un municipi occità del Llenguadoc, situat al departament de l'Erau, a la regió d'Occitània.